# Grazie di tutto (film)
Grazie di tutto è un film del 1997 diretto da Luca Manfredi.

## Trama
Pier Paolo e Francesca, una coppia di trentacinquenni, lui scrittore di gialli, lei disoccupata benestante, vivono un momento di crisi. Per superare il momento difficile decidono di lasciare Roma e di trasferirsi in campagna. In accordo con una coppia di loro vecchi amici si offrono di prendersi cura, per un paio di settimane, dei due anziani genitori, permettendo così di andare a trovare il figlio medico impegnato in Africa. La convivenza, però, si rivela subito più impegnativa del previsto e, quando giunge la notizia che i due padroni di casa sono rimasti vittime di un incidente durante il loro viaggio, Pier Paolo e Francesca decidono di non dire loro nulla, continuando a occuparsi di loro. La convivenza procede e non verrà interrotta nemmeno dal ritorno del giovane nipote che vorrebbe riprendersi i nonni.